# گوهرمرغ سیاه‌وطلایی

گوهرمرغ سیاه‌وطلایی (نام علمی: Tijuca atra) نام یک گونه از تیره گوهرمرغان است.